# Подберезники (Московская область)
Подберезники — деревня в Проводниковском сельском поселении Коломенского района Московской области. Деревня относится к Федосьинскому сельскому округу. Население — 10 чел. (2010).

Село названо так что тут протекала река Березовка.Село находиться за селом
Федосьино «на речке Берёзовке» Подберезинской волости(в настоящее время речка утрачена.
https://aksinino.ixbb.ru/viewtopic.php?id=93&p=8
В селе родился Сергей Андреевич Воронцов (7 октября 1856 — 17 апреля 1933) — русский и советский шашист.

Сильнейший шашист России конца XIX-го — начала XX вв. Трижды выигрывал Всероссийский шашечный турнир — 1894 (сопобедитель — Фёдор Каулен), 1895, 1901. Чемпион Москвы 1925.

## Расположение
Находится деревня в 115 км от Москвы и в 20 км от Коломны. Добраться до деревни можно по малинскому шоссе (автобусная остановка «село Федосьино». Ближайшие населённые пункты — село Федосьино и село Богдановка.

## Население
| 2002 | 2006 | 2010 |
| ---- | ---- | ---- |
| 19   | ↘14  | ↘10  |

## Достопримечательности
В Подберёзниках находятся остатки церкви Николая Чудотворца. Эту церковь также называют следующими названиями: Никольская церковь, Николаевская церковь, Святоникольская церковь, Свято-Никольская церковь, церковь Николы, церковь Николы Угодника и церковь Николая Мирликийского.
Заложена эта церковь в XVIII веке или несколько раньше, последнее здание было выстроено в 1871 году. Церковь была деревянной, исповедовались в ней православные христиане. Разрушена церковь была в первой половине XX века. В настоящее время церковь не функционирует. Настоятель Владимирского храма посёлка Индустрия священник Илия Царьков и жители села хотят ее восстановить.
Деревянная двухпрестольная церковь, на каменном фундаменте, с боковыми крыльцами и трёхъярусной колокольней построена в 1871—1874 тщанием коломенских купцов Мокаевых. Имела Смоленский придел.
Так же в селе была часовня, Деревянная входная часовня находилась в центре села и была приписана к Никольской церкви. Одноглавый двухоконный сруб с железной кровлей, стоявший на столбах, упоминаемый в 1910—1916 как «неизвестно, когда построенный». Разрушена в середине XX века.
На краю села находилась мельница.
Два раза в год проходили ярмарки.

## Улицы
В деревне существуют или в своё время существовали свои следующие улицы:
- Полевая улица
- Овражная улица
- Запрудная улица
- Садовая улица (центральная)
- Сиреневая улица